# Natalia Lukhanina
Nataliia Vladimirovna Lukhanina est une joueuse ukrainienne de volley-ball née le 21 juillet 1995 à Pervomaïskyï (oblast de Kharkiv). Elle mesure 1,85 m et joue au poste d'attaquante. Elle est internationale ukrainienne.

## Clubs
| Club                  | De        | À         |
| --------------------- | --------- | --------- |
| VK Severodontchanka-2 | 2009-2010 | 2011-2012 |
| VK Severodontchanka   | 2012-2013 | 2017-2018 |
| Orbita-ZNU-ZODUSH     | 2018-2019 | 2021-2022 |
| EC Orléans Volley     | 2022-2023 |           |

## Palmarès
- Championnat d'Ukraine
  - Finaliste : 2014, 2015.
- Coupe d'Ukraine
  - Finaliste : 2013, 2014, 2015.
- Supercoupe d'Ukraine
  - Finaliste : 2019.